# Ministre des Approvisionnements (Irlande)
 (novembre 2020).
Le Ministre des Approvisionnements (en anglais : Minister for Supplies, en irlandais : An tAire Soláthairtí) est créé par la loi de 1939 sur les ministres et secrétaires (amendement), pour aider l'Irlande pendant la Seconde Guerre mondiale, ou The Emergency, comme le désigne le gouvernement irlandais. Bien que la loi créant le nouveau département ne soit adoptée que le 21 décembre 1939, elle a eu un effet rétroactif et est réputée être entrée en vigueur le 8 septembre 1939.
Le ministre des Approvisionnements est chargé de contrôler la production, la distribution et les prix des fournitures vitales pendant la crise. Selon l'historien Bryce Evans, le ministre Seán Lemass a introduit le rationnement complet en Irlande « trop tard », s'assurant que le marché noir a préséance sur les tentatives ultérieures de l'État de distribution équitable au milieu de la compression de l'offre en temps de guerre britannique.
Les fonctions du ministre sont transférées au ministre de l'industrie et du commerce lors de la suppression du bureau le 1er août 1945,. Lemass occupe les deux postes depuis 1941.
| Nom         | Dates            | Dates         | Parti | Parti       | Gouvernements |
| ----------- | ---------------- | ------------- | ----- | ----------- | ------------- |
| Seán Lemass | 8 septembre 1939 | 1er août 1945 |       | Fianna Fáil | 2e · 3e · 4e  |